# Jennifer Kemp
Pour les articles homonymes, voir Kemp.
Jennifer Kemp, née le 28 mai 1955 à Cincinnati, est une nageuse américaine.

## Biographie
Aux Jeux olympiques d'été de 1972 à Munich, Jennifer Kemp remporte la médaille d'or à l'issue de la finale du relais 4x100 mètres nage libre ; elle est par ailleurs éliminée en séries du 100 mètres nage libre.